# Emma Schwarz
Emma Aurelia Schwarz (Smarano, 27 giugno 1914 – Smarano, 18 ottobre 1992) è stata un'attivista italiana e fondatrice del Movimento delle "Donne Rurali" della Coldiretti.

## Biografia
Emma Schwarz è nata da una famiglia contadina il 27 giugno del 1914 a Smarano in Val di Non. È l'ultima di sette figli. Resta orfana di madre a pochi mesi. Della figura paterna si conosce poco, si sa che è emigrato in Pennsylvania e una volta tornato in patria viene assunto come capocomune di Sfruz fino al 1922. Morirà nel 1925, quando Emma ha 11 anni. Emma viene aiutata negli studi da don Andrea Bertoldi, parroco del paese, che le permette di raggiungere, studiando a casa da autodidatta, il diploma di maestra elementare senza mai frequentare scuole regolari.
In seguito insegna presso le scuole elementari di Smarano. 
Prosegue gli studi , diplomandosi assistente sociale e specializzandosi, poi, all'Università Cattolica di Milano in psicologia. 
Durante la sua vita si interessa alla psicoanalisi e pubblica un saggio sull'educazione dei bambini nel mondo rurale (1966). 
Muore il 18 ottobre 1992 nel suo paese natale.
Nel 2005 Smarano le ha dedicato una via in località Merlonga.

## L'impegno nell'associazionismo e il lavoro
Durante gli anni dell’università è responsabile del Movimento Gioventù Femminile di Azione Cattolica. 
Nel 1952 ottiene la direzione dei Gruppi Donne Rurali e della sezione dei neonati Gruppi Giovani Coltivatori (GGC) della Coldiretti.
Nel 1953 viene delegata da Paolo Bonomi per creare il Movimento Femminile della Coldiretti. La sua attività riguarda principalmente il riconoscimento del ruolo della donna nell’azienda agricola attraverso l’accesso all’istruzione; il miglioramento delle abitazioni e delle infrastrutture del territorio rurale e l'accesso alle pensioni per le donne rurali. Tali diritti sono entrati a far parte del nuovo diritto di famiglia del 1975. Guida così il movimento creato da lei fino al 1976.
Nell'aprile 1963 in occasione del X Congresso nazionale delle giovani Donne rurali Emma Schwarz ricopre un ruolo di primo piano vicino ad Aldo Moro, Mario Vetrone e Paolo Bonomi.
Emma Schwarz è legata in amicizia con un’altra donna di origini trentine, Chiara Lubich, fondatrice del Movimento dei Focolari.

## L'impegno sociale

Emma Schwarz con Aldo Moro al tavolo dei relatori al Congresso delle giovani donne rurali (Roma) nel 1963

Durante la sua vita, la sua attività è rivolta alla realizzazione degli ideali derivanti dalla dottrina della chiesa cattolica.
Come riportato nel suo articolo pubblicato su Donne Rurali del 1954 sostiene che la donna ha la stessa dignità dell’uomo nell’occuparsi di casa e lavoro e che è necessario garantire reddito e sicurezza economica per contrastare la fuga delle campagne.
Secondo Emma Schwarz è fondamentale migliorare la formazione delle ragazze e garantire l’accesso alla formazione e all’istruzione al fine di limitare le carenze culturali.
Il modello che viene proposto è quello di una donna a difesa della famiglia cristiana, sposa e madre, che si occupa dell'educazione dei figli e dell'andamento della vita domestica.